# Tylochromis robertsi
Tylochromis robertsi är en fiskart som beskrevs av Stiassny, 1989. Tylochromis robertsi ingår i släktet Tylochromis och familjen Cichlidae. IUCN kategoriserar arten globalt som livskraftig. Inga underarter finns listade i Catalogue of Life.